# Maria Cordes

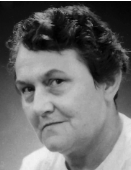
Maria Cordes

Maria Frieda Helene Cordes (* 3. September 1905 in Hamburg; † 3. Januar 1993 in Dresden) war eine deutsche Juristin. Sie war als Rechtsanwältin und Notarin tätig und mehrere Jahre auch Politikerin der Liberal-Demokratischen Partei Deutschlands. Bis 1990, als das Justizwesen in der ehemaligen DDR neu geordnet wurde, war sie die einzige private Rechtsanwältin und Notarin in der DDR außerhalb Ost-Berlins.

## Kindheit und Studium
Maria Cordes wurde als zweitjüngstes Kind des Pfarrers August Cordes in Hamburg-Harvestehude geboren. Als ihr Vater auf eine Pfarrstelle an der Thomaskirche berufen wurde, zog die Familie im Sommer 1912 nach Leipzig. Dort besuchte sie die Gaudigschule, eine höhere Mädchenschule, und schloss im Jahr 1922 dort die Mittlere Reife ab. Angesichts des baldigen Ruhestandes ihres Vaters, zog die Familie nach Klotzsche um, wo sie 1925 das Abitur an der Studienanstalt Dresden-Neustadt ablegte.
Zwischen 1925 und 1926 besuchte Cordes Vorlesungen der Kulturwissenschaften, Jurisprudenz und Nationalökonomie an der Technischen Hochschule in Dresden, sowie Kurse in Stenographie, Maschinenschreiben und Buchführung an der Rackowschen Handelsschule. Anschließend studierte sie von 1926 bis 1929 Rechtswissenschaft in Leipzig und Dresden. Das Studium schloss sie am 19. Juni 1929 mit dem Referendarexamen ab.
Cordes wurde 1931 promoviert. Ihre Arbeit Die derogatorische Kraft des Reichsrechts gegenüber dem Landesrecht (Art. 13 der RV vom 11. August 1919) bei Erwin Jacobi erhielt ein „cum laude“.
Erst am 17. März 1934 konnte sie ihr Assessorexamen beim sächsischen Justizministerium ablegen, nach mehreren Unterbrechungen des Vorbereitungsdienstes am Amts- und Landesgericht Dresden wegen schwerer Erkrankungen, welches sie mit der Note „gut“ bestand. Cordes erhielt am 31. Mai 1934 die Zulassung zur Rechtsanwaltschaft am Amts- und Landgericht sowie Oberlandesgericht Dresden, kurz bevor die Zulassung von Frauen zur Rechtsanwaltschaft beschränkt wurde.

## Beruflicher Werdegang

### Zeit bis 1945
Im Jahr 1934 ließ Cordes sich sogleich als Rechtsanwältin im Narrenhäusel in Dresden nieder. Wegen Umbauten musste sie jedoch umziehen und eröffnete schließlich Am Neumarkt im Haus des Hotels „Stadt Berlin“  ihre Kanzlei in der ersten Etage. Durch die Luftangriffe auf Dresden am 13., 14. und 15. Februar 1945 wurde diese jedoch vollständig zerstört. Daraufhin richtete sie in ihrem Elternhaus in Klotzsche eine „provisorische“  Kanzlei ein, die bis 1982 Bestand hatte. Der Fokus ihrer Tätigkeit als Rechtsanwältin lag im Bereich des Familien- und Zivilrechts. Um ihre Zulassung als Rechtsanwältin nicht zu verlieren, trat Cordes im August 1934 dem NS-Rechtswahrerbund und im September 1934 der Gruppe der Juristinnen im Deutschen Frauenwerk bei. Dass sie diesen beiden NS-Organisation nicht aus ideologischer Überzeugung beitrat zeigt sich in Zeugnissen aus dieser Zeit, die Cordes fehlenden Einsatz für die Bewegung anmerken. Im Jahr 1938 leitete die Kreisleitung der NSDAP sogar ein Ermittlungsverfahren gegen Cordes ein, wo ihr der Vorwurf zu engen persönlichen und beruflichen Beziehungen zu jüdischen Familien gemacht wurde. Das Verfahren verlief jedoch aus nicht näher bekannten Gründen ins Leere.
Ein besonders herausforderndes Mandat war für Cordes die Pflichtverteidigung eines polnischen Kriegsgefangenen, der wegen einer Liebesbeziehung zu einer Deutschen vom NS-Regime angeklagt wurde. Die Strafjustiz im Nationalsozialismus stellte den „Umgang mit Kriegsgefangenen“  und auch die Rassenschande unter Todesstrafe. Es gelang Cordes daher nicht als Verteidigerin die Hinrichtung des Mannes zu verhindern. Jedoch versuchte sie dem Mann seelsorgerisch beizustehen, da ihm keine Seelsorge zustand.

### Zeit nach 1945
Nach Ende des Zweiten Weltkrieges wurde Cordes in der DDR wieder als Rechtsanwältin zugelassen. Außerdem wurde sie von 1946 bis 1959 als Richterin im Ehrendienst am Radeberger Amtsgericht für Zivilsachen eingesetzt. Auf Betreiben der Justizbehörde hielt sie zusätzlich von 1946 bis 1967 wöchentliche Sprechstunden in Radeberg ab. Im einzigen in Deutschland geführten Prozess gegen Ärzte und Pflegepersonal, die der Euthanasie beschuldigt wurden, und der 1947 in Dresden stattfand, erhielt sie den Auftrag, die Verteidigung einer Oberschwester aus Großschweidnitz zu übernehmen. Im Mai 1947 erhielt sie vom sächsischen Ministerium der Justiz die Zulassung als Notarin. In den nächsten Jahren wuchs ihre Notar- und Anwaltskanzlei, sodass sie zeitweise 10 Mitarbeitende beschäftigte. Zu den Mitarbeitenden gehörte auch Ernst Walter Venus, der dem Nationalsozialismus kritisch entgegenstand. Ein Angebot des sächsischen Ministeriums der Justiz dort als Juristin zu arbeiten lehnte Cordes ab. Auch widersetzte sie sich gegen eine Umwandlung ihrer Notarkanzlei zum staatlichen Notariat. Damit war sie bis 1990 bei der Neuordnung des Justizwesens in der ehemaligen DDR, die einzige private Rechtsanwältin und Notarin in der DDR außerhalb Berlins. Seit dem Krieg litt Cordes an einem Herzleiden. Ihre Sprechstunden in Radeberg stellte sie 1968 ein, jedoch arbeitete sie mindestens noch bis 1982 in ihrer Kanzlei.

## Politisches Wirken
1946 begann Cordes sich auch politisch zu engagieren. Als Mitglied der Liberal Demokratischen Partei Deutschlands (LDPD) bekleidete sie mehrere Ämter: ab 1946  bis 1950 war sie Stadtverordnete für die LDPD in Klotzsche und ab 1948 bis 1952 auch Kreistagesabgeordnete in Dresden. Innerhalb der LDPD fungierte sie als Vorstandsmitglied und als Referentin für Frauenfragen. 1963 beendete sie ihre politische Karriere in der LDPD aufgrund von nicht näher bekannten innerparteilichen Auseinandersetzungen.
In Klotzsche selbst engagierte sich Cordes ebenfalls politisch. Sie war Leiterin eines Wahlbezirks und bei der Wahl vom 15., 16. Mai 1949 Erster Wahlvorstand im Wahllokal deutsche Eiche.
Bereits seit Gründung der Nationalen Front war sie Teil der Ortsgruppe Klotzsche und bis 1950 zweite Ortsgruppenvorsitzende.

## Mitgliedschaften
- Während der Zeit des Nationalsozialismus war Cordes Mitglied des NS-Rechtswahrerbunds und der Gruppe der Juristinnen im Deutschen Frauenwerk.
- Von 1946 bis 1963 war sie aktives Mitglied in der LDPD.
- Am 1. November 1960 trat Maria Cordes der Volkssolidarität bei.

## Ehrungen
Maria Cordes erhielt anlässlich ihres 70. Geburtstags die Ehrennadel der Organe der Rechtspflege.